# Episodi di Papà castoro (seconda stagione)
Questa è la lista degli episodi della seconda stagione della serie animata Papà castoro.

## Episodi
| N° | Titolo originale                              | Titolo italiano                                    |
| -- | --------------------------------------------- | -------------------------------------------------- |
| 1  | Gardon                                        | Pesciolino - Prima parte                           |
| 2  | Les Trois Cheveux d'or                        | Pesciolino - Seconda parte                         |
| 3  | Le Grand Cerf                                 | Il grande cervo del bosco                          |
| 4  | Chante pinson                                 | L'allodola burlona                                 |
| 5  | Horreur, peste, vinaigre                      |                                                    |
| 6  | Les Vacances de Mariette                      | Le vacanze di Marietta                             |
| 7  | L'Extravagant désir de Cochon Rose            | Il maialino rosa cerca il sole                     |
| 8  | Micha et Macha                                | Micha e Macha                                      |
| 9  | Jeannot Blanchet                              | Giovannino il boscaiolo - Prima parte              |
| 10 | Merlin Merlot                                 | Giovannino il boscaiolo - Seconda parte            |
| 11 | Tempête chez les lapins                       | Tempi duri per i conigli                           |
| 12 | Duvet ne veut pas voler                       | L'uccello che non voleva volare                    |
| 13 | Pic et pic et colégram                        | Pico, Pico e Cornelius                             |
| 14 | Poulet des bois                               |                                                    |
| 15 | Comment le chat trouva la maison de ses rêves | Giada trova la casa dei suoi sogni - Prima parte   |
| 16 | Un chat heureux                               | Giada trova la casa dei suoi sogni - Seconda parte |
| 17 | Le Calife cigogne                             | La cicogna reale                                   |
| 18 | Les Nains et le Géant                         | Il gigante e la grande pagnotta                    |
| 19 | Le Vilain petit canard                        |                                                    |
| 20 | L'Envol du petit canard                       |                                                    |
| 21 | Le Gâteau de Dialo                            | Il dolce di Dialo - Prima parte                    |
| 22 | Le Grand Tam-tam                              | Il dolce di Dialo - Seconda parte                  |
| 23 | La Vache Amélie                               | Le avventure di Carlita la mucca                   |
| 24 | Tout-en-soie                                  | Il maialino aerodinamico                           |
| 25 | Les animaux qui cherchaient l'été             | Gli animali che cercano l'estate                   |
| 26 | La Bonne Vieille                              | La gentile vecchia signora                         |
| 27 | Le Chien de Brisquet                          | Il coraggioso cane di Brisket                      |
| 28 | Le Violon enchanté                            | Il violino magico                                  |
| 29 | Le Cheveu de lune                             | I capelli della luna                               |
| 30 | Fourmiguette                                  | La piccola formica ostinata                        |
| 31 | Le Chat botté                                 | Il gatto con gli stivali                           |
| 32 | Le Tigre en bois                              | La tigre di legno                                  |
| 33 | Bernique                                      |                                                    |
| 34 | La Reine des poissons                         |                                                    |
| 35 | La Grosse Noix                                | La grande noce                                     |
| 36 | Les Malheurs de César                         | Le disavventure dello scoiattolo Chester           |
| 37 | Émile                                         | Gary, il gorilla                                   |
| 38 | Eustache et Raoul                             | Il più grande esploratore del mondo                |
| 39 | Tricoti tricota                               |                                                    |
| 40 | Charlotte et la mère Citrouille               | Charlotte                                          |
| 41 | Les Trois Frères                              | I tre fratelli                                     |
| 42 | Le Tapis volant                               | Il tappeto volante                                 |
| 43 | Histoire de la lettre                         | La casa scomparsa                                  |
| 44 | Nuit de mai                                   | I leoni mascherati                                 |
| 45 | La Grise et la Poulette                       | Nuvola Grigia e la gallina bianca                  |
| 46 | Un pantalon pour mon ânon                     | I pantaloni per mio figlio                         |
| 47 | L'Histoire de Zo'hio                          | Le avventure di Zoyo                               |
| 48 | Le Singe et l'Hirondelle                      | La scimmia e l'allodola                            |
| 49 | Bravo tortue                                  | Il leprotto e la tartaruga                         |
| 50 | Histoire d'ours et d'élans                    | Gli orsi e le alci                                 |
| 51 | Roule galette                                 | Un pandolce troppo furbo                           |
| 52 | L'Apprenti sorcier                            | La fretta e l'apprendista stregone                 |
| 53 | Les Bons Amis                                 | I buoni amici                                      |